# Вернанте
Вернанте (італ. Vernante, п'єм. Vërnant) — муніципалітет в Італії, у регіоні П'ємонт,  провінція Кунео.
Вернанте розташоване на відстані близько 480 км на північний захід від Рима, 95 км на південь від Турина, 15 км на південь від Кунео.
Населення — 1184 особи (2014).
Щорічний фестиваль відбувається другої неділі dopo Pasqua. Покровитель — святий Миколай.

## Демографія
Населення за роками:

Станом на 1 січня 2023 року в муніципалітеті офіційно проживало 55 іноземців з 9 країн, серед них 13 громадян країн Євросоюзу.

## Сусідні муніципалітети
- Бовес
- Ентраккуе
- Лімоне-П'ємонте
- Роаскія
- Робіланте